# Bundesvision Song Contest 2010
Der 6. Bundesvision Song Contest fand am 1. Oktober in der Max-Schmeling-Halle in Berlin, der Heimatstadt des Vorjahressiegers Peter Fox, statt.
Am 31. Mai, dem Montag nach dem Eurovision Song Contest, gab der Initiator Stefan Raab auf der Homepage seiner Sendung TV total die Teilnehmer bekannt.
Sieger mit 164 Punkten wurde Unheilig für Nordrhein-Westfalen mit dem Titel Unter deiner Flagge. Zweitplatzierter wurde die für Sachsen-Anhalt angetretene Band Silly mit dem Titel Alles Rot. Beide Bands bildeten eine Spitzengruppe, die sich in der Punktewertung deutlich von allen anderen Bands abhob (über 50 Punkte Abstand zum Drittplatzierten). Bemerkenswert ist dabei, dass Unheilig in sämtlichen alten Bundesländern vor Silly lag, während die schon in der DDR bekannten Silly in allen neuen Bundesländern (einschließlich Berlins) besser abschnitten. Insgesamt erhielt Silly die bisher höchste Punktzahl aller Zweitplatzierten sowie mehr Punkte als die Gewinnerbands der Jahre 2006 bis 2008.
2011 fand der Bundesvision Song Contest somit zum zweiten Mal in Nordrhein-Westfalen statt, wo auch schon 2005 die erste Auflage ausgetragen wurde. Da Berlin mit Ich + Ich und dem Titel Yasmine den dritten Platz belegte, führen sie weiterhin die „ewige“ Rangliste des Wettbewerbs an. Bernd Begemann und Dirk Darmstaedter, die für Niedersachsen antraten, erreichten mit vier Punkten das bis dahin schlechteste Ergebnis in der Geschichte des Wettbewerbs. Das Lied war gesungen durch Freddy Quinn einer der beiden deutschen Beiträge beim ersten Eurovision Song Contest 1956 in Lugano.

## Teilnehmer
| Platz | Startnr. | Repräsentiertes Land   | Interpret                                                     | Herkunft der Teilnehmer              | Lied Komponist                                                                                            | Punkte |
| ----- | -------- | ---------------------- | ------------------------------------------------------------- | ------------------------------------ | --- | ------ |
| 1.    | 16       | Nordrhein-Westfalen    | Unheilig                                                      | Nordrhein-Westfalen                  | Unter deiner Flagge Der Graf, Henning Verlage                                                             | 164    |
| 2.    | 13       | Sachsen-Anhalt         | Silly                                                         | Berlin & Sachsen-Anhalt              | Alles Rot Uwe Hassbecker, Werner Karma                                                                    | 152    |
| 3.    | 15       | Berlin                 | Ich + Ich feat. Mohamed Mounir                                | Berlin                               | Yasmine Florian Fischer, Annette Humpe, Sebastian Kirchner, Mohamed Mounir, Magudi Naguib, Adel Tawil     | 100    |
| 4.    | 12       | Bayern                 | Blumentopf                                                    | Bayern                               | SoLaLa Cajus Heinzmann, Roger Manglus, Florian Schuster, Sebastian Weiss, Bernhard Wunderlich             | 094    |
| 5.    | 07       | Brandenburg            | Das Gezeichnete Ich                                           | Berlin                               | Du, Es und Ich Das Gezeichnete Ich                                                                        | 087    |
| 6.    | 11       | Thüringen              | Norman Sinn & Ryo                                             | Thüringen                            | Planlos Alexander Binder, Philipp Milner, Jan Roth, Norman Sinn                                           | 079    |
| 7.    | 08       | Schleswig-Holstein     | Stanfour feat. Itchyban & Chino con Estilo von Culcha Candela | Schleswig-Holstein                   | Sail On Christian Lidsba, Eike Lüchow, Alex Rethwisch, Konstantin Rethwisch                               | 060    |
| 8.    | 01       | Hamburg                | Selig                                                         | Hamburg                              | Von Ewigkeit zu Ewigkeit Stephan Eggert, Christian Neander, Malte Neumann, Jan Plewka, Lenard Schmidthals | 040    |
| 9.    | 14       | Baden-Württemberg      | Bakkushan                                                     | Baden-Württemberg                    | Springwut Daniel Benjamin Schmidt                                                                         | 039    |
| 10.   | 05       | Mecklenburg-Vorpommern | Sebastian Hämer                                               | Mecklenburg-Vorpommern               | Is’ schon ok Agrip Nassim, Sebastian Hämer                                                                | 022    |
| 11.   | 04       | Bremen                 | Kleinstadthelden                                              | Niedersachsen                        | Indie Boys Nils Freesemann, Simon Lam, Felix Weidenhöfer, Ulrich Wortmann                                 | 020    |
| 11.   | 03       | Sachsen                | Blockflöte des Todes & Diane Weigmann                         | Sachsen & Berlin                     | Alles wird teurer Matthias Schrei                                                                         | 020    |
| 13.   | 09       | Hessen                 | Oceana & Leon Taylor                                          | Hamburg & Hessen                     | Far Away Marcus Brosch, Anes Krpic, Oceana Mahlmann, Tobias Neumann                                       | 018    |
| 14.   | 02       | Rheinland-Pfalz        | Auletta                                                       | Rheinland-Pfalz                      | Sommerdiebe Martin Kloos, Christoph Koterzina, Markus Schlichtherle, Alexander Zwick                      | 017    |
| 15.   | 10       | Saarland               | Mikroboy                                                      | Saarland, Berlin & Baden-Württemberg | Nichts ist umsonst Michael Ludes                                                                          | 012    |
| 16.   | 06       | Niedersachsen          | Bernd Begemann & Dirk Darmstaedter                            | Hamburg                              | So geht das jede Nacht Peter Moesser, Lotar Olias                                                         | 04     |

Farblegende:  – Herkunftsland des Künstlers entspricht nicht (oder nur zum Teil) dem Land, welches er repräsentiert.

## Punktetabelle
| Hamburg                | 40  | 12 |    | 2  | 3  | 3  | 2  | 3  | 7  |    |    |    |    |    | 1  | 3  | 4  |
| Rheinland-Pfalz        | 17  |    | 10 |    |    |    |    |    |    | 6  | 1  |    |    |    |    |    |    |
| Sachsen                | 20  |    |    | 8  |    | 1  |    |    |    |    |    | 3  | 2  | 2  |    | 4  |    |
| Bremen                 | 20  |    |    |    | 12 |    | 8  |    |    |    |    |    |    |    |    |    |    |
| Mecklenburg-Vorpommern | 22  |    |    |    |    | 12 |    | 2  | 1  |    |    | 2  |    | 3  |    | 2  |    |
| Niedersachsen          | 4   |    |    |    |    |    | 4  |    |    |    |    |    |    |    |    |    |    |
| Brandenburg            | 87  | 6  | 3  | 6  | 4  | 6  | 5  | 8  | 4  | 3  | 4  | 7  | 5  | 8  | 5  | 7  | 6  |
| Schleswig-Holstein     | 60  | 5  | 4  | 3  | 1  | 4  | 3  | 6  | 12 | 1  | 2  | 4  | 3  | 4  | 3  |    | 5  |
| Hessen                 | 18  | 2  | 2  |    |    |    |    |    |    | 10 |    |    | 1  |    | 2  |    | 1  |
| Saarland               | 12  |    |    |    |    |    |    |    |    |    | 12 |    |    |    |    |    |    |
| Thüringen              | 79  | 7  | 1  | 5  | 7  | 5  |    | 4  | 3  | 4  | 7  | 12 | 6  | 6  | 4  | 5  | 3  |
| Bayern                 | 94  | 4  | 5  | 4  | 6  | 2  | 7  | 5  | 6  | 7  | 6  | 5  | 12 | 5  | 7  | 6  | 7  |
| Sachsen-Anhalt         | 152 | 8  | 8  | 12 | 8  | 10 | 10 | 12 | 8  | 8  | 8  | 10 | 8  | 12 | 8  | 12 | 10 |
| Baden-Württemberg      | 39  | 1  | 7  | 1  | 2  |    | 1  | 1  | 2  | 2  | 3  | 1  | 4  | 1  | 10 | 1  | 2  |
| Berlin                 | 100 | 3  | 6  | 7  | 5  | 7  | 6  | 7  | 5  | 5  | 5  | 6  | 7  | 7  | 6  | 10 | 8  |
| Nordrhein-Westfalen    | 164 | 10 | 12 | 10 | 10 | 8  | 12 | 10 | 10 | 12 | 10 | 8  | 10 | 10 | 12 | 8  | 12 |

## Chartplatzierungen
| Jahr | Titel Album                        | Höchstplatzierung, Gesamtwochen, AuszeichnungChartplatzierungen (Jahr, Titel, Album, Platzierungen, Wochen, Auszeichnungen, Anmerkungen, Künstler / Bundesland) | Höchstplatzierung, Gesamtwochen, AuszeichnungChartplatzierungen (Jahr, Titel, Album, Platzierungen, Wochen, Auszeichnungen, Anmerkungen, Künstler / Bundesland) | Höchstplatzierung, Gesamtwochen, AuszeichnungChartplatzierungen (Jahr, Titel, Album, Platzierungen, Wochen, Auszeichnungen, Anmerkungen, Künstler / Bundesland) | Anmerkungen                                                      | Künstler Bundesland             |
| Jahr | Titel Album                        | DE | AT | CH | Anmerkungen                                                      | Künstler Bundesland             |
| ---- | ---------------------------------- | --- | --- | --- | ---------------------------------------------------------------- | ------------------------------- |
| 2010 | Unter deiner Flagge Große Freiheit | DE9 (21 Wo.)DE | AT29 (12 Wo.)AT | — | BuViSoCo 2010: Platz 1 Erstveröffentlichung: 24. September 2010  | Unheilig Nordrhein-Westfalen    |
| 2010 | Alles rot                          | DE27 (10 Wo.)DE | — | — | BuViSoCo 2010: Platz 2 Erstveröffentlichung: 10. September 2010  | Silly Sachsen-Anhalt            |
| 2010 | SoLaLa Wir                         | DE45 (3 Wo.)DE | AT74 (1 Wo.)AT | — | BuViSoCo 2010: Platz 4 Erstveröffentlichung: 3. September 2010   | Blumentopf Bayern               |
| 2010 | Du, es und ich Das Gezeichnete Ich | DE49 (3 Wo.)DE | — | — | BuViSoCo 2010: Platz 5                                           | Das Gezeichnete Ich Brandenburg |
| 2010 | Planlos So gesehen unmöglich       | DE83 (1 Wo.)DE | — | — | BuViSoCo 2010: Platz 6 Erstveröffentlichung: 1. Oktober 2010     | Norman Sinn & Ryo Thüringen     |
| 2010 | Sail On Rise & Fall                | DE52 (3 Wo.)DE | — | — | BuViSoCo 2010: Platz 7 Erstveröffentlichung: 14. September 2010  | Stanfour Schleswig-Holstein     |
| 2010 | Von Ewigkeit zu Ewigkeit           | DE44 (6 Wo.)DE | — | — | BuViSoCo 2010: Platz 8 Erstveröffentlichung: 10. September 2010  | Selig Hamburg                   |
| 2010 | Far Away –                         | DE57 (1 Wo.)DE | — | — | BuViSoCo 2010: Platz 13 Erstveröffentlichung: 1. Oktober 2010    | Oceana & Leon Taylor Hessen     |
| 2010 | Sommerdiebe Meine Stadt            | DE80 (1 Wo.)DE | — | — | BuViSoCo 2010: Platz 14 Erstveröffentlichung: 27. September 2010 | Auletta Rheinland-Pfalz         |